# Ravikainen
Ravikainen är en sjö i kommunen Villmanstrand i landskapet Södra Karelen i Finland. Arean är 33 hektar och strandlinjen är 3,5 kilometer lång. Sjön  ingår i Urpalanjokis huvudavrinningsområde.   Den ligger omkring 35 kilometer sydväst om Villmanstrand och omkring 170 kilometer öster om Helsingfors. 
Ravikainen ligger väster om Ihaksenjärvi. 